# Harrow School
Harrow School (originalmente: The Free Grammar School of John Lyon; geralmente: Harrow) é um colégio interno/internato para garotos e uma das escolas mais famosas do mundo, localizada no noroeste de Londres, precisamente no distrito metropolitano de Harrow. A escola foi fundada em 1572 por meio de uma carta-patente concedida pela então Rainha Isabel I de Inglaterra a John Lyon, e é uma das sete escolas públicas originais que foram regulamentadas pela Lei das Escolas Públicas de 1868.  Harrow cobra até £ 13.350 por prazo, com três mandatos por ano acadêmico (2018 e 2019).  Uma notável competidora de Harrow School, esportiva e academicamente, é Eton College .Algumas partes da escola foram gravadas nos filmes de Harry Potter.
1. ↑  «Fees and Deposits | Harrow School». www.harrowschool.org.uk. Consultado em 4 de julho de 2019